# Rafael Atard Llobell
Rafael Atard Llobell (València, 1845 - 1886) fou un advocat i polític valencià, fill d'un notari i germà d'Eduardo Atard Llobell, diputat a les Corts Espanyoles durant la restauració borbònica.

## Biografia
Estudià als escolapis i es llicencià en dret a la Universitat de València el 1868. Treballà com a promotor fiscal a Sagunt i Llucena i com a advocat fiscal de l'Audiència de València. El 1872 s'establí com a advocat a Madrid, on va publicar articles a la Revista de Legislación y Jurisprudencia i fundà la Revista de Administración civil. Gràcies als seus dots oratoris, a instància del seu germà va ingressar al Partit Liberal Conservador, amb el que fou elegit diputat pel districte de Requena a les eleccions generals espanyoles de 1879 i pel de València a les eleccions generals espanyoles de 1881, en disputa amb Cristino Martos Balbi. Va morir uns mesos després de ser novament elegit diputat a les eleccions generals espanyoles de 1886.